# Pluchea sordida
Pluchea sordida là một loài thực vật có hoa trong họ Cúc. Loài này được (Vatke) Oliv. & Hiern miêu tả khoa học đầu tiên năm 1877.